# Айлифф, Роб
Роб Айлифф (Rob Iliffe) — британский историк, историк науки, специалист по истории науки раннего Нового времени и эпохи Просвещения (1550—1800 гг.); ньютоновед.
Доктор философии (1990), профессор истории науки Оксфорда, содиректор Оксфордского центра истории науки, медицины и технологий; генредактор Newton Project; Ранее с 2007 г. профессор Университета Сассекса. Автор Priest of Nature.
Окончил Лидсский университет (бакалавр философии науки, 1984, «первый в классе»).
Степень доктора философии получил в Кембридже.
Соредактор Annals of Science. В 2001-8 гг. редактор History of Science.
Публиковался в British Journal for the History of Science.
Автор A Very Short Introduction to Newton (OUP, 2007) и Priest of Nature: the Religious Worlds of Isaac Newton (OUP, 2017. 536 pp.) {Рец.: , , , , , } . Соредактор The Cambridge Companion to Isaac Newton, 2nd ed. (CUP, 2016). Также редактировал Eighteenth Century Biographies of Newton (Pickering, 2006).